# Javols
Javols ist eine ehemalige französische Gemeinde mit 332 Einwohnern (Stand: 1. Januar 2022) im Département Lozère in der Region Okzitanien. Die Einwohner werden Javolais genannt.
Sie wurde mit Wirkung vom 1. Januar 2017 mit den vormaligen Gemeinden Aumont-Aubrac, Fau-de-Peyre, La Chaze-de-Peyre, Sainte-Colombe-de-Peyre und Saint-Sauveur-de-Peyre zu einer Commune nouvelle mit dem Namen Peyre en Aubrac zusammengeschlossen. Sie hat seither dort den Status einer Commune déléguée.

## Geschichte
Javols hieß in keltischer Zeit Anderitum und war der Hauptort des gallischen Volksstamms der Gabali. Der Name Anderitum bedeutet an der Furt bzw. bei der Furt. Die Römer benannten Anderitum in Gabalum um (woraus Javols wurde), wonach das umgebende Gebiet dann im Mittelalter als Pagus Gabalum (Gévaudan) bezeichnet wurde.
Im 3. Jahrhundert wurde Javols Bischofssitz (Bistum Javols); erster Bischof war der hl. Privatus von Mende. Im 5. Jahrhundert wurde der Ort durch die Völkerwanderung so sehr in Mitleidenschaft gezogen, dass er sich davon nicht wieder erholte, mit der Folge, dass der Bischofssitz Mitte des 10. Jahrhunderts nach Mende verlegt wurde (Bistum Mende).
Die Ausgrabungen aus der Geschichte des Ortes können in der Salle d’Exposition des Fouilles Archéologiques de Javols besichtigt werden.

## Persönlichkeiten
- Joseph-Marie Trocellier (1888–1958), römisch-katholischer Apostolischer Vikar von Mackenzie

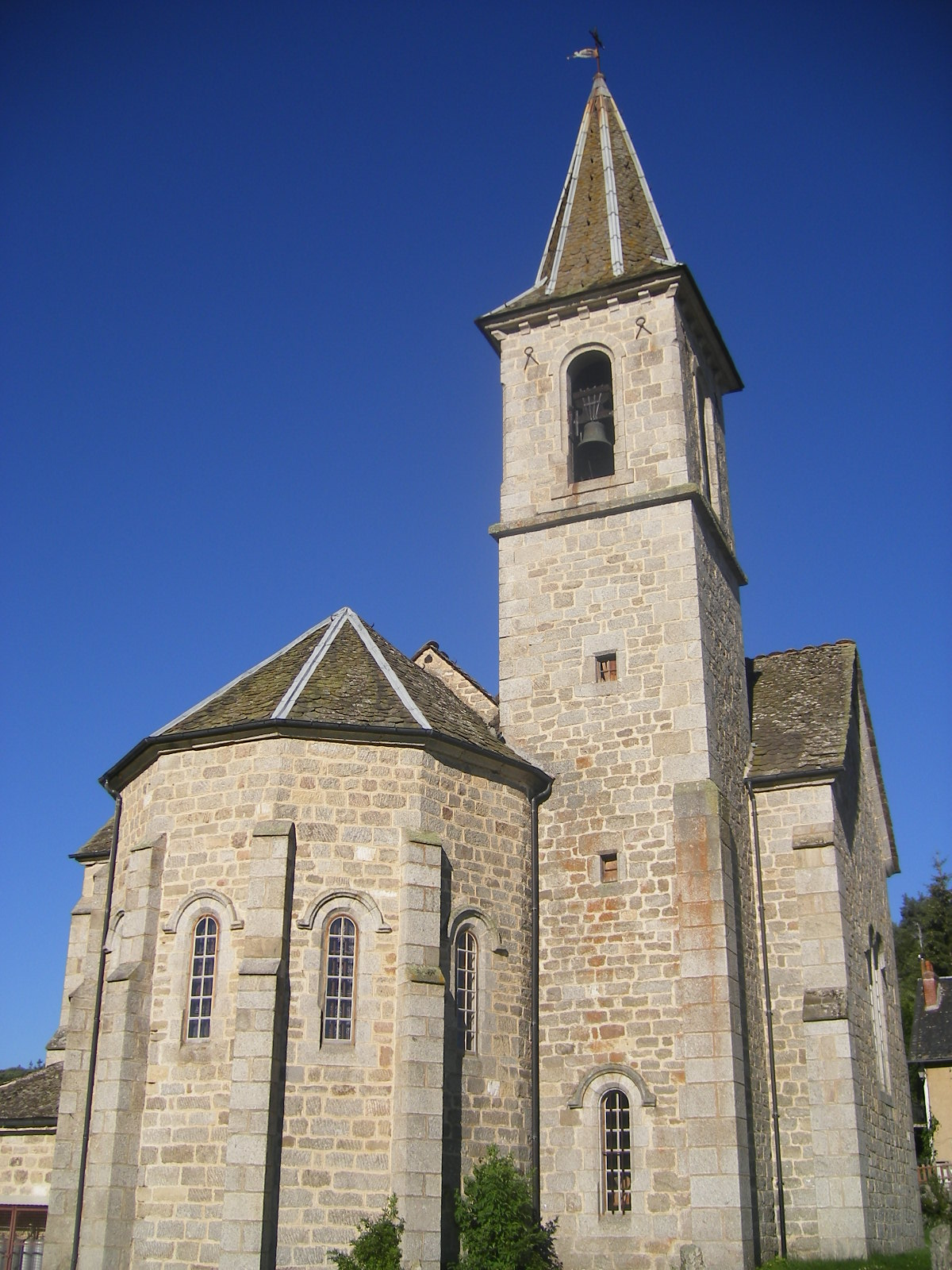
Kirche Saint-Gervais et Saint-Protais